# Nervi
|  | Per a altres significats, vegeu «Nervi (desambiguació)». |

Un nervi és una estructura en forma de cordó constituïda principalment per axons i les cèl·lules glials associades, agrupats en fibres nervioses i reunits en fascicles per mitjà de teixit conjuntiu. A grans trets, els nervis són feixos de prolongacions neuronals units per teixit connectiu.
La glia perifèrica, composta fonamentalment per cèl·lules de Schwann (amb una funció mielinitzant semblant a la dels oligodendròcits del sistema nerviós central) i cèl·lules satèl·lits o capsulars; és essencial per a la correcta protecció, nutrició i reparació dels axons dels nervis, sobre tot davant d'un procés de degeneració walleriana secundari al tall del nervi. La degeneració walleriana és el conjunt de fenòmens desencadenat per la resposta immunitària innata després d'una lesió traumàtica nerviosa, ajustat a una determinada seqüència temporal i que representa el model més simple de neuropatia desmielinitzant. Les cèl·lules de Schwann no mielíniques, anomenades també cèl·lules de Remak, envolten els axons dels nervis de petit diàmetre (entre ells molts nervis sensitius i quasi tots els del sistema nerviós autònom) i són les encarregades de la seva reparació.
Les xarxes de nervis formen plexes nerviosos. El cos principal d'un nervi és el seu tronc nerviós. Els nervis es van ramificant a mesura que s'allunyen del cervell i arriben als teixits i òrgans en forma de fibres aïllades, els extrems de les quals són les terminacions nervioses.
Els nervis formen part del sistema nerviós perifèric i la seva funció és la de relacionar els centres nerviosos o els ganglis perifèrics amb les diferents parts del cos. A través d'ells es transmeten les sensacions i els impulsos motors.

## Etimologia
L'etimologia de la paraula nervi prové de la llatina medieval nervus, metàtesi de la prellatina neuros (tendó, corda), encara que es creu que l'arrel deriva de la proto-indo-europea (s)neu- (tendó). Aquesta relació semàntica vendria donada per la similitud morfològica entre aquestes estructures.

## Desenvolupamentembrionari

Formació dels nervis perifèrics a partir de la cresta neural

La histogènesi dels nervis, des del punt de vista de la biologia del desenvolupament, comença a una etapa molt primerenca de la diferenciació cel·lular. En els vertebrats, el primer vestigi del sistema nerviós és l'aparició d'una franja fina de cèl·lules al llarg del centre de l'esquena: la placa neural. Aquest fenomen està regulat per les proteïnes adaptadores Numb i NumbL. La part interior de la placa neural (la que ressegueix la línia mitjana) es convertirà en el sistema nerviós central (SNC), la part externa formarà el sistema nerviós perifèric (SNP).
A mesura que progressa el desenvolupament, apareix un plegament seguint la línia mitjana, anomenat solc neural, cap als 20-22 dies després de la fusió zigòtica i una vegada finalitzada la gastrulació. El plegament guanya amplitud, els seus marges convergeixen, i acaba tancant-se per la seva zona superior.
En aquest moment, cap a les 4 setmanes, el futur SNC consisteix en una estructura cilíndrica i allargada: el tub neural; mentre que el futur SNP consta de dues franges de teixit ectodèrmic, la cresta neural, que discorren longitudinalment per sobre i lleugerament a cada banda del tub neural, just per sota de l'epidermis.
La seqüència dels diferents canvis de placa neural a tub neural, i d'aquest a cresta neural es coneix com a neurulació, i està controlada per molts reguladors moleculars.
Les cèl·lules de la cresta neural són un grup cel·lular transitori, migratori i multipotent –propi dels vertebrats-, que dona lloc (gràcies a processos controlats per determinades proteïnes bàsiques hèlix-bucle-hèlix) a diferents línies cel·lulars: melanòcits, de cartílag i os de la regió craniofacial, musculars llises, neurones entèriques i perifèriques i glia.
És durant la marxa cap a la perifèria quan les cèl·lules de la cresta neural es diferencien en els esmentats tipus de cèl·lules funcionalment més especialitzades.
Els mecanismes concrets de diferenciació estan determinats pels gens Hox. Aquests gens, que existeixen a totes les espècies animals, tenen un paper essencial en la formació dels processos de connectivitat nerviosa. L'estudi experimental de les lesions dels nervis perifèrics i de les seves relacions formatives embrionàries amb els melanòcits, és fonamental per la comprensió de la carcinogènesi de tumors com els de la neurofibromatosi.

## Descripció
Els nervis són manats de prolongacions nervioses de substància blanca en forma de cordons que comuniquen els centres nerviosos amb tots els òrgans del cos. Formen part del sistema nerviós perifèric. Els nervis aferents transporten senyals sensorials al cervell, per exemple de la pell o altres òrgans, mentre que els nervis eferents condueixen senyals estimulants des del cervell cap als músculs i glàndules.
Aquests senyals, sovint anomenats «impulsos nerviosos», són també coneguts com a «potencials d'acció»: ones elèctriques que viatgen a grans velocitats, neixen habitualment al cos cel·lular d'una neurona i es propaguen ràpidament per l'axó cap al seu extrem, on per mitjà de la sinapsi, l'estímul és transmès a una altra neurona o un òrgan efector, com ara una fibra muscular o una glàndula.
La sinapsi és la comunicació i la relació funcional que s'estableix entre les terminacions de les cèl·lules nervioses. És el punt en el qual l'impuls nerviós és transmès entre dues neurones o una neurona i una cèl·lula efectora. Encara que físicament les sinapsis són separacions espacials, funcionalment actuen com a connexions. Així doncs, quan s'envia l'impuls elèctric, les vesícules en les quals es localitzen els neurotransmissors els alliberen i tot seguit, s'activen les dendrites de l'altra neurona per rebre la informació i, posteriorment, passar-la a l'altra fibra nerviosa. Aquesta sinapsi pot ser elèctrica o química.

## Estructura
Els nervis perifèrics consisteixen en diversos feixos de fibres nervioses. Les parts dels nervis són les següents: 

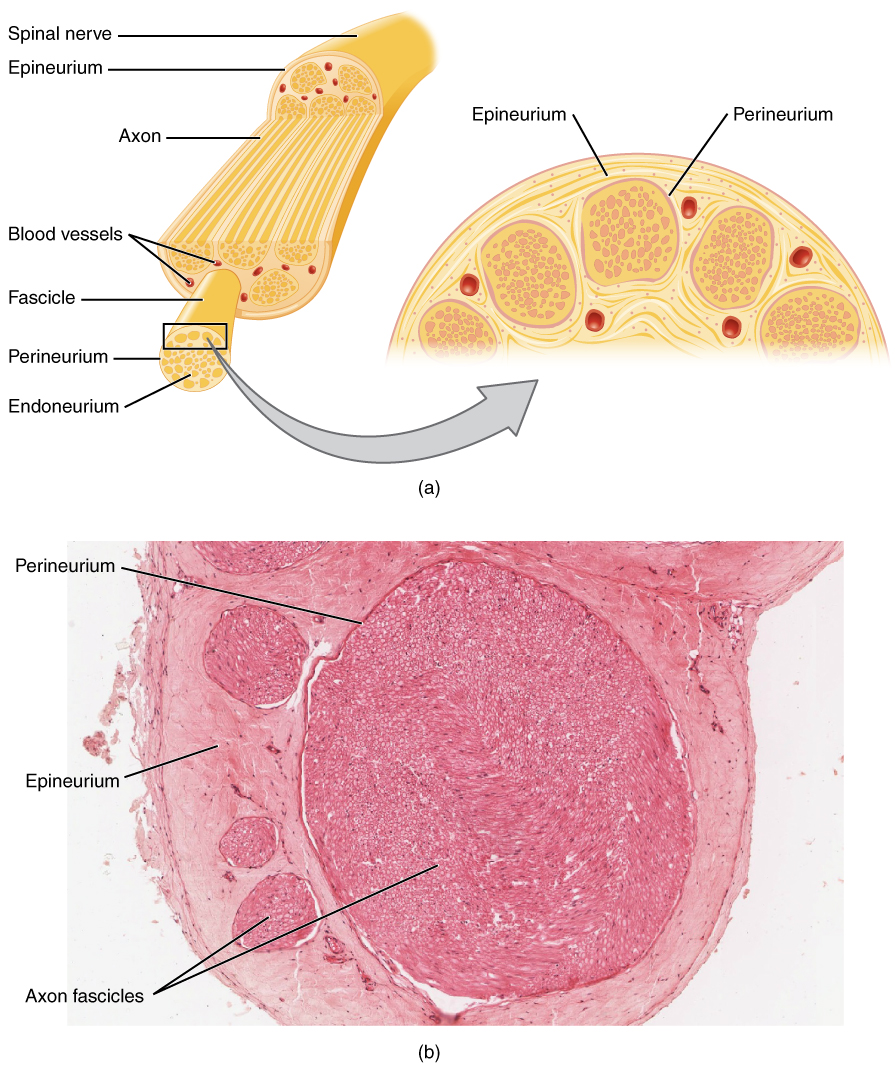
Secció transversal d'un nervi

- Epineuri. És la capa més externa d'un nervi i està constituïda per cèl·lules de teixit conjuntiu, especialment fibres col·làgenes[33] i algunes fibres elàstiques.[34] També poden trobar-s'hi algunes cèl·lules adiposes.[35] Els vasa nervorum travessen aquesta capa, li donen petites branques vasculars i des d'ella irriguen el perineuri i l'endoneuri a través de xarxes capil·lars.[36]
- Perineuri. Actua com una beina que té la funció d'envoltar els funicles nerviosos dins de cada nervi. És cadascuna de les capes concèntriques de teixit conjuntiu que embolica cada un dels fascicles més petits d'un nervi.[37] Al seu torn, aquestes capes estan formades per estrats de cèl·lules perineurals connectades per desmosomes i unions estretes. Cada estrat té una gruixuda membrana basal circumdant. El nombre d'estrats varia entre 1-2 (en els fascicles dels nervis més distals) i 15 (en els fascicles del nervi ciàtic). Entre cada estrat existeixen zones de matriu extracel·lular amb microfibres col·làgenes i de fibronectina que donen elasticitat al perineuri.[38]
- Endoneuri. És un conjunt de fins fascicles de fibres col·làgenes amb alguns fibroblasts situats en els espais interns que actuen com a envans.[39] Constitueix un tipus de teixit conjuntiu especial, molt fi i delicat, amb fibres reticulars que envolten les fibres dels nervis i els sostenen.[40] El líquid endoneural circumda i protegeix individualment les fibres nervioses, sent les seves funcions similars a les del líquid cefalorraquidi del SNC. El seu volum augmenta en cas de dany o irritació del nervi, originant canvis edematosos a la zona afectada.[41]
- Axolemma. És la membrana cel·lular externa que envolta l'axó i té un paper essencial en els processos de degeneració/regeneració dels nervis.[42] Té dues capes lipídiques i una submembrana basal. El component essencial d'aquesta submembrana és la l'espectrina, la qual forma una malla proteica pentagonal o hexagonal que recobreix la cara interna de la membrana.[43] Determinades mutacions en l'expressió d'aquesta proteïna són causa de neuropaties axonals motores, acompanyades d'hipotonia flàccida i alteracions intel·lectuals greus.[44] La funció de l'axolemma és mantenir el potencial de membrana de la neurona, gràcies als seus canals iònics.[45] Si l'axolemma es danya, el gradient de concentració iònic dintre i fora de la neurona no pot mantenir-se, fet que comporta la mort d'aquesta.[46][47]

A mesura que el nervi es va ramificant, les beines de teixit conjuntiu es fan més fines. En les branques més petites falta l'epineuri, i el perineuri no pot distingir-se de l'endoneuri. Els vasos sanguinis es localitzen a l'epineuri i al perineuri i rarament es troben en l'endoneuri. Entre les capes de cobertura es poden trobar macròfags, mastòcits i fibroblasts. Al llarg del recorregut d'un mateix nervi pot variar considerablement la posició i/o el nombre dels feixos fibril·lars que el formen. A més, en alguns d'ells conflueixen fibres nervioses amb diferents propietats.

## Tipus de nervis
Els nervis del sistema nerviòs perifèric es poden classificar d'acord amb diferents criteris fisiològics i de funcionalitat:

### Segons la funció
- Nervis sensitius: la seva funció és transportar les excitacions de l'exterior captades pels òrgans dels sentits fins als centres nerviosos. Condueixen l'impuls nerviós cap al sistema nerviós central (SNC).[52]
- Nervis motors: transmeten els estímuls de moviment o secreció en músculs i glàndules respectivament.
- Nervis mixtos: poden funcionar tant com a sensitius o com a motors. La major part dels nervis perifèrics són d'aquest tipus. L'impuls nerviós es condueix en els dos sentits.

### Segons la seva distribució general
- Nervis somàtics o voluntaris: Innerven exclusivament els músculs esquelètics.[53]
- Nervis del sistema nerviós autònom o involuntaris: Controlen les funcions viscerals del cos.[54]

### Segons la direcció del seu estímul
- Nervi aferent: el que porta els senyals sensorials, per exemple, de la pell cap al cervell, cap al sistema nerviós central; és a dir, la seva transmissió és centrípeta. Per exemplificar, quan es produeix una cremada les fibres tèrmiques envien l'estímul al cervell.[55][56]
- Nervi eferent: el que porta els senyals del sistema nerviós central cap als músculs o les glàndules. Són nervis que transmeten l'estímul de la part central a la perifèrica de forma centrífuga.[57] Quan una persona aixeca la mà el sistema nerviós central envia un estímul a l'extremitat per dur a terme l'acció d'aixecar la mà.
- Nervi mixt: el que porta els senyals en ambdós sentits. Un exemple és el nervi glossofaringi.[58]

### Segons el lloc de procedència
- Nervis (parells cranials) cranials: Aquests formen part del sistema nerviós perifèric. Parteixen de la base del cervell, concretament del tronc de l'encèfal i es dirigeixen cap a la base del crani.[59] El metge prussià Samuel Thomas Soemmerring (1755-1830) els va classificar l'any 1778 amb la numeració que tenen actualment.[60] A la taula següent es detalla la nomenclatura i la funció dels dotze parells cranials.

| Número de parell cranial | Nervi                                   | Tipus                         | Funció                                                                                    |
| ------------------------ | --------------------------------------- | ----------------------------- | ----------------------------------------------------------------------------------------- |
| I parell cranial         | Nervi olfactori                         | Sensitiu                      | Olfacció                                                                                  |
| II parell cranial        | Nervi òptic                             | Sensitiu                      | Visió                                                                                     |
| III parell cranial       | Nervi motor ocular comú                 | Mixt (principalment motor)    | Moviment parpella i globus ocular                                                         |
| IV parell cranial        | Nervi patètic                           | Mixt (principalment motor)    | Moviment globus ocular                                                                    |
| V parell cranial         | Nervi trigemin                          | Mixt                          | Masticació i sensibilitat de la cara                                                      |
| VI parell cranial        | Nervi motor ocular extern               | Mixt (principalment motor)    | Moviment globus ocular                                                                    |
| VII parell cranial       | Nervi facial                            | Mixt                          | Mímica facial, secreció glàndules lacrimals i salivals                                    |
| VIII parell cranial      | Nervi auditiu o estatoacústic           | Mixt (principalment sensitiu) | Audició i equilibri                                                                       |
| IX parell cranial        | Nervi glossofaringi                     | Mixt                          | Secreció glàndula parotïda (saliva) i elevació faringe durant la deglució                 |
| X parell cranial         | Nervi vague o cardiopneumogastroentèric | Mixt                          | Musculatura gola i coll, sensibilitat epiglotis i faringe, tos, deglució i orella mitjana |
| XI parell cranial        | Nervi accessori espinal                 | Mixt                          | Innervació múscul trapezi i esternocleidomastoïdal                                        |
| XII parell cranial       | Nervi hipoglòs                          | Mixt (principalment motor)    | Innervació musculatura lingual                                                            |

El parell cranial XIII, nervi terminal o nervi cranial 0, fou descobert en humans l'any 1913. És un conjunt bilateral microscòpic de fascicles de fibres nervioses no mielinitzades localitzat a l'espai subaracnoidal que recobreix el girus rectus de la zona inferior del lòbul frontal i que s'estén en sentit posterior cap el trígon olfactori. A diferència del I parell cranial no està connectat amb el bulb olfactori. Es creu que és una estructura vestigial relacionada amb la detecció de feromones i que possiblement té alguna influència sobre la conducta reproductiva i la sexualitat. Tradicionalment el nervi intermedi ha estat considerat una branca del nervi facial. Avui dia, però, se sap que és una estructura nerviosa separada i independent, d'uns 21 mm de longitud, que pot tenir diferents orígens anatòmics i que les seves ramificacions connecten amb el nucli geniculat, el gangli pterigopalatí i el tronc encefàlic. Alguns autors l'anomenen nervi cranial XIV. Por ser l'origen d'una forma de neuràlgia poc comuna.

En blau, principals nervis perifèrics

- Nervis raquidis o espinals: També formen part del sistema nerviós perifèric i el comuniquen amb el sistema nerviós central a través de les arrels anteriors i posteriors i dels ganglis prevertebrals. En total són 31 nervis: 8 cervicals, 12 toràcics, 5 lumbars, 5 de sacres i 1 parell de nervis coccigeals.[65][66] Tots els nervis espinals o raquidis tenen una arrel ventral i una dorsal. La dorsal, composta pel gàngli raquidi o espinal, és sensitiva. La ventral transmet informació cap als òrgans i dermis. Té funció motora. Tots els nervis raquidis són de tipus mixt, és a dir, tenen les dues funcions, motora i sensitiva. Els de la regió sacra es coneixen amb el nom de "cua de cavall" (cauda equina)[67] i la seva compressió ocasiona la síndrome homònima.[68]

### Segons la seva velocitat de conducció, el diàmetre i l'estat demielinitzaciódels axons
Aquesta classificació s'aplica a les fibres sensorials i motores per igual.
- Grup A: de diàmetre gran (entre 5-20 micres, habitualment), alta velocitat de conducció i amb un gruixut recobriment mielínic axonal. Aquest grup pot dividir-se en quatre subgrups, depenent dels teixits que inerven i la informació que transporten (A-alpha, A-beta, A-delta, i A-gamma).[70]
- Grup B: de petit diàmetre (entre 2-3 micres), baixa velocitat de conducció i poca mielina. Per regla general són fibres aferents viscerals preganglionars i el seu paper primordial és transmetre la informació autonòmica a la medul·la espinal i l'encèfal.[71]
- Grup C: de petit diàmetre (entre 0,5-1,5 micres), molt baixa velocitat de conducció i amielíniques. Es consideren polimodals, responen a diverses combinacions d'estímuls i transporten sensacions de dolor crònic.[72][73]

| Grup | Velocitat (m/s) | Diàmetre (μm) | Beina mielina |
| ---- | --------------- | ------------- | ------------- |
| A    | 20-15 m/s       | 1-22          | Sí            |
| B    | <14 m/s         | <3            | Sí            |
| C    | 3 m/s           | <1,2          | No            |

### Nervis cutanis
Com que la pell és un dels principals punts d'interacció entre el cos i el medi que l'envolta, el sistema nerviós perifèric cutani rep i respon constantment a diversos tipus d'estímuls, que poden ser físics (tèrmics, mecànics, elèctrics i de llum ultraviolada), químics o indirectes, com ara els que produeixen els al·lergògens, els haptens, els microorganismes, els traumatismes i les inflamacions.
Els nervis cutanis també poden respondre a estímuls associats a la circulació de la sang i les emocions. A més a més, el sistema nerviós central pot modular una gran varietat de funcions de la pell, ja sigui directament mitjançant els nervis autònoms eferents o mediadors derivats del SNC, o indirectament mitjançant les cèl·lules immunitàries o les glàndules adrenals. Aquestes funcions modulables inclouen la vasomotricitat (és a dir, la constricció i dilatació vascular perifèrica), la termoregulació, la piloerecció (col·loquialment: posar-se els pèls de punta, un fenomen característic de la 'pell de gallina'), la funció de barrera, les secrecions de les glàndules i les cèl·lules, el creixement i diferenciació dels teixits, la cicatrització, la resposta immunitària i la inflamació.
A principis del segle xx científics britànics varen plantejar la teoria de l'existència de dos sistemes de nervis cutanis anatòmicament diferenciats d'acord amb el tipus de sensació transmesa i amb receptors específics cada un d'ells: el protopàtic (sensacions de dolor i temperatura extrema) i l'epicrític (tacte, discriminació fina de la temperatura i locognòsia). Aquesta teoria, avui dia considerada incorrecta, tingué durant molts anys una gran influència en la Neurologia i -a hores d'ara- no es rar trobar publicacions que es refereixen a la sensibilitat o les neurones epicrítica/ques i protopàtica/ques amb relació a la innervació cutània.

#### Tipus de terminacions sensitives dels nervis cutanis (exteroreceptors)
Els nervis de la dermis tenen la funció d'enviar senyals sensorials de la perifèria a la part central de l'organisme per activar mecanismes d'actuació enfront de diferents estímuls externs.
- Tacte: corpuscles de Meissner (dermis)[76] i discs de Merkel (làmina basal de la unió dermoepidèrmica),[77] unes estructures formades per cèl·lules de Merkel i terminals nervioses engruixides.[78]
- Calor: corpuscles de Ruffini. Formats per terminacions dendrítiques amb una càpsula allargada. Es troben a la dermis, al teixit subcutani i també a alguns teixits connectius on actuen com a mecanoreceptors primaris.[79]
- Fred: corpuscles de Krause.[80] Tenen una forma bulbar característica i es localitzen a la pell i a les membranes mucoses de la boca, nas, ulls i genitals.
- Dolor: terminacions lliures. Són els receptors cutanis no especialitzats més nombrosos. Funcionen com a nocireceptors, principalment, però poden transmetre també estímuls tèrmics i de moviment. Els seus extrems estan desproveïts de beines de mielina i -per regla general- les cèl·lules de Schwann no recobreixen les seves fibres.[81]
- Vibració: corpuscles de Pacini.[82] Es localitzen entre la hipodermis i la zona profunda de la dermis, també a algunes mucoses i -molt ocasionalment- a l'arrel del mesenteri. Responen a estímuls vibratoris i de pressió. Tenen una morfologia bulbar i ~1 mm de diàmetre, amb un nucli central format per una terminació nerviosa mielinitzada i capes externes de cèl·lules planes i fibres col·làgenes.[83]

## Neuropaties perifèriques
Les lesions no tumorals dels nervis poden tenir orígens molt diferents: alteracions genètiques, infeccions, malalties autoimmunitàries, dèficits vitamínics  (com l'escorbut), malalties metabòliques/endocrines, traumatismes i compressions o toxicitat deguda a fàrmacs, metalls i altres substàncies.
Una neuropatia perifèrica molt freqüent és l'alcohòlica, la qual es presenta en quasi un 65% dels casos d'alcoholisme crònic amb una incidència predominant entre els 40 i els 60 anys. Els seus símptomes inicials són dolors cremants espontanis, hiperalgèsia i al·lodínia, però si l'individu continua consumint alcohol en excés apareix progressivament una feblesa a les extremitats que pot anar acompanyada de trastorns de la marxa altament incapacitants. Des del punt de vista fisiopatogènic, aquesta és una neuropatia axonal primària caracteritzada per degeneració walleriana dels axons i desmilienització de les fibres nervioses. És difícil separar la NP alcohòlica de la que produeix la deficiència de tiamina, una avitaminosi molt comuna en l'alcoholisme crònic i que empitjora els danys nerviosos relacionats directament amb l'abús etílic.
La deficiència de cianocobalamina és una causa no infreqüent de neuropaties que presenten característiques molt variables, produïdes com a conseqüència d'un gran nombre de condicions de naturalesa aparentment dissemblant. Per exemple, la síndrome autoimmunitària poliglandular tipus III o els efectes no desitjats subsegüents a l'administració de determinants tractaments quimioteràpics.
Les intoxicacions per insecticides organofosforats poden provocar polineuropaties retardades i són ben conegudes les neuropaties predominantment motores ocasionades pel saturnisme. Entre les diverses neuropaties perifèriques (NP) derivades d'intoxicacions per toxines vegetals poc freqüents, es poden esmentar: la NP desmielinitzant sensitiva i motora ràpidament progressiva derivada de la ingesta de fruits de Karwinskia humboldtiana (semblant a la síndrome de Guillain-Barré); la poli-NP per consum de tubercles o arrels de Gloriosa superba; o la NP per ingesta accidental o suïcida de resines fetes amb Podophyllum pelatum. Pel que fa a les toxines d'un altre origen, cal destacar les NPs causades per la saxitoxina i la brevetoxina B secretades pels dinoflagel·lats planctònics presents a les marees roges o les provocades per menjar inadvertidament mínimes quantitats de la tetrodotoxina del peix Takifugu.
La neuropatia hereditària més comuna és la malaltia de Charcot-Marie-Tooth o CMT (en realitat un grup de almenys set neuropaties genèticament heterogènies i amb una clínica bastant variable, anomenat també "neuropaties hereditàries motores i sensorials" o NHMS) i en el que estan involucrats >50 gens. Les mutacions en 4 gens (PMP22, GJB1, MPZ i MFN2), però, són les responsables de >90% dels casos genèticament identificables de CMT. Dit grup es caracteritza per presentar hiporeflèxia, atròfia i feblesa muscular distal, alteració de la sensibilitat a les extremitats, deformitat dels peus i signes de lesió motora i sensitiva al EMG. Dintre d'aquest grup, cal esmentar la malaltia de Déjerine-Sottas (avui dia coneguda com a malaltia de CMT tipus III i descrita per primera vegada l'any 1893), la qual ocasiona la ràpida formació des de la infància d'hipertròfies "en bulb de ceba" als nervis i arrels nervioses, identificables morfològicament per RM o mielografia. També hereditària i destacable per la seva infreqüència i difícil diagnòstic és la neuropatia per hipersensibilitat a la pressió, patologia que alguns autors consideren una variant especial de la malaltia de CMT.
Principals tipus de neuropaties hereditàries motores i sensorials, amb enllaç a l'OMIM i a la Diseases Database:
| Tipus | Altres noms                                                     | Diseases Database | OMIM       | |
| ----- | --------------------------------------------------------------- | ----------------- | ---------- | --- |
| NHMS1 | Malaltia de Charcot-Marie-Tooth tipus IA i IB                   | 5815              | (multiple) | Tipus hipertròfic desmielinitzant: els individus afectes presenten feblesa i atròfia a les cames durant l'adolescència i després desenvolupen feblesa a les mans. És el tipus més comú de CMT.                                                           |
| NHMS2 | Malaltia de Charcot-Marie-Tooth tipus II                        | 2343              | (multiple) | Tipus neuronal: símptomes similars als del tipus I d'inici precoç. |
| NHMS3 | Malaltia de Déjerine–Sottas (Charcot–Marie–Tooth tipus III)     | 5821              | 145900     | Inici infantil, amb problemes de la capacitat motora molt més greus que les dels tipus I i II. |
| NHMS4 | Malaltia de Refsum                                              | 11213             | 266500     | Tipus espinal: Atròfia i debilitat muscular semblants als dels altres tipus de CMT; però amb classificació pròpia ja que és d'herència autosòmica recessiva.                                                                                             |
| NHMS5 | Malaltia de Charcot-Marie-Tooth amb característiques piramidals | —                 | 600361     | Tipus piramidal: Inici entre els 5–12 anys. Les cames presenten debilitat i atròfica primer i després s'afecten les extremitats superiors. Aquest tipus V no afecta directament els nervis perifèrics i presenta pèrdues auditives i visuals associades. |
| NHMS6 | Malaltia de Charcot-Marie-Tooth tipus VI                        | 32095             | 601152     | Inici precoç dels dèficits musculars, seguit d'atròfia òptica, pèrdua de visió i possible sordesa. Ocasionalment, la NHMS6 va acompanyada de canvis degeneratius cerebel·losos.                                                                          |
| NHMS7 | NHMS+retinosi pigmentària                                       | 32094             | —          | Inici tàrdà amb atròfia i feblesa muscular predominantment a les extremitats inferiors. |

Algunes NHMSs no tenen una classificació clara, actualment. Per exemple, la síndrome de Roussy-Levy (o distàsia areflèxica hereditària, caracteritzada per una atàxia de la marxa, l'absència de certs reflexos i un tremolor especial) es considerada per alguns una entitat diferenciada per se i per altres una varietat de Charcot–Marie–Tooth tipus IA o IB.
Un altre grup, més reduït, de neuropaties hereditàries és el de les "neuropaties hereditàries sensorials i autonòmiques" (NHSA). Format, ara per ara, per sis malalties amb afectació sensorial i/o de nervis del SNA però no motora originades per mutacions en dotze gens diferents. Una d'elles és la insensibilitat congènita al dolor amb anhidrosi (manca de sudoració), o NHSA tipus IV, una patologia autosòmica recessiva en la qual les vies nervioses aferents no transmeten al SNC la informació corresponent al dolor i la temperatura. Això té conseqüències greus: cremades, ferides, automutilacions, infeccions de teixits tous, osteomielitis, etc. Existeix també una disfuncionalitat en la innervació de les glàndules sudorípares, un fet que pot ocasionar una hipertèrmia si la persona s'exposa a una calor intensa. La malaltia s'associa a retard mental i està provocada per mutacions en el gen NTRK1. És coneixen més de 80 mutacions del NTRK1 en aquesta NHSA, algunes d'elles sense sentit. La variant predominantment neuropàtica de l'amiloïdosi hereditària associada a la transtiretina (polineuropatia amiloïdòtica familiar o PAF) es caracteritza per l'aparició lentament progressiva d'una neuropatia perifèrica sensomotora i/o autonòmica, acompanyada d'alteracions no neuropàtiques renals, cardíaques, oculars i del SNC. La malaltia té un patró d'herència autosòmic dominant i la seva causa és una mutació en el gen que codifica la transtiretina, el TTR, ubicat al cromosoma 18. La PAF es manifesta -per regla general- entre la tercera i quinta dècada de la vida en persones nascudes a zones endèmiques de Portugal i el Japó, encara que pot iniciar-se més tard en malalts mallorquins, brasilers i del nord de Suècia. La simptomatologia sensorial primerenca de la PAF apareix a les extremitats inferiors en forma de parestèsies i hipoestèsies als peus, presentant-se les deficiències motores pocs anys després. La disautonomia familiar (síndrome de Riley-Day o NHSA tipus III) és la NHSA autosòmica recessiva més prevalent, afecta quasi exclusivament als jueus asquenazites i està produïda per una mutació puntual a l'intró 20 del gen IKBKAP. Només un 50% de les persones que la sofreixen sobreviu fins als 40 anys.
La prevalença entre la població general de totes les formes de NPs hereditàries és 1:2500 individus. Durant els darrers anys l'ús de noves tècniques de seqüenciació d'ADN, en especial de la seqüenciació massiva en paral·lel, ha fet possible la identificació de molts gens i defectes genètics implicats en l'origen d'aquestes neuropaties.
Diverses malalties mitocondrials, en especial las originades per mutacions en els gens POLG1, MFN2 i GDAP1, cursen amb un ampli espectre clínic de NPs que poden manifestar-se a qualsevol edat.
L'hemofília ocasiona amb certa freqüència neuropaties perifèriques, ja que els hematomes poden envoltar i pressionar els nervis. Algunes neuropaties tenen un origen iatrogènic. La casuística és molt diversa: presa de material per biòpsia, radiació, posició forçada durant el temps d'anestèsia, lesió quirúrgica directa o per tracció, torniquets, medicació anticoagulant, elements ortopèdics, etc.
La porfíria aguda intermitent pot debutar en forma de NP motora, simètrica i de predomini proximal. En certs casos, la NP presenta una evolució que afecta distalment i de manera progressiva les extremitats fins a arribar a comprometre la musculatura respiratòria, provocant una paràlisi completa (tetraplegia) i un fracàs respiratori fatal. No es coneix del tot la patogènia de la neuropatia porfírica, però es creu que una causa essencial és la neurotoxicitat directa que provoquen els alts nivells d'àcid delta-aminolevulínic (un precursor de la protoporfirina IX) característics dels episodis aguts de la malaltia.
Els trastorns relacionats amb la sensibilitat al gluten originen NPs de patrons molt diversos, sent la neuropatia crònica axonal sensomotora simètrica de predomini distal i de progressió lenta la forma que es veu amb major freqüència. Un 25% dels celíacs, aproximadament, desenvolupa una NP de gravetat variable. Els individus amb intolerància al gluten no celíaca poden presentar NPs de característiques similars a las que apareixen en la celiaquia. No és rar que aquestes neuropaties es presentin conjuntament amb alteracions del SNC.
L'exposició a l'agent taronja fou la causa de neuropaties perifèriques de grau variable entre els vietnamites i els soldats dels EUA.
Un possible efecte advers del disulfiram és l'aparició de neuropaties axonals sensomotores, les quals de vegades poden ser interpretades erròniament com d'origen alcohòlic. L'excés de piridoxina provoca NPs sensorials, originades amb certa freqüència pel consum no controlat de suplements nutricionals. L'abús d'òxid nitrós com a substància inhalada recreacional és causa de neuropaties sensomotores per desmielinització que poden deixar seqüeles importants, ja que aquest gas te la propietat d'inactivar funcionalment la vitamina B₁₂. L'administració periòdica de fluoroquinolones ha estat, adesiara, l'origen de neuropaties permanents. La resina de podofilina, una substància d'origen vegetal que conté podofilotoxina com a principal principi actiu, emprada per tractar el condiloma acuminat i que forma part de la farmacopea tradicional xinesa, pot ocasionar -per ingesta accidental o aplicació tòpica reiterada- intoxicacions greus amb compromís del SNC i aparició d'una neuropatia sensomotora simètrica sovint irreversible.
Les neuropaties perifèriques difuses i no dependents de la longitud del nervi més comunes són la síndrome de Guillain-Barré (SGB), la polineuropatia desmielinitzant inflamatòria crònica, la neuropatia motora multifocal i l'esclerosi lateral amiotròfica. Una variant molt inusual de la SGB és la síndrome de Miller Fisher, una polineuropatia que es caracteritza bàsicament per l'existència d'una tríada de símptomes: oftalmoplegia (paràlisi dels músculs oculars), atàxia i arreflèxia (manca de reflexos neuromusculars). La neuroborreliosi pot ser causa de quadres neuropàtics progressius similars a una SGB que solen tenir una bona recuperació si la malaltia es diagnostica a temps i s'administra el tractament antibiòtic adequat. El dengue és una altra infecció que, malgrat l'ús precoç d'immunoglobulines endovenoses, provoca SGBs i seqüeles sensomotores greus en habitants de regions hiperendèmiques.
Existeix, però, una gran varietat de neuropaties de localització atípica i trets poc habituals (mononeuropaties múltiples, poliradiculopaties, plexopaties i radiculoplexoneuropaties), que necessita estudis diagnòstics molt acurats per tal de descobrir la patofisiologia de la lesió nerviosa en particular i aplicar el tractament més oportú.

## Tumors dels nervis perifèrics
Els tumors més destacables del SNP (parells cranials i nervis espinals), són:
- Ganglió intraneural: És un tipus de quist que es considera una tumoració de l'epineuri rara i de naturalesa benigna. Apareix principalment als nervis ciàtics, peroneals, cubitals o tibials,[157] si bé poden trobar-se a llocs molt diversos. Quan sorgeixen al nervi radial no és rar que es confonguin a l'exploració física amb una tenosinovitis.[158] El seu tractament és quirúrgic i no sempre són fàcils de detectar amb proves radiològiques.[159] Tenen una estructura multilocular, amb una càpsula fibrosa i un contingut mucinós espès.[160] Es veuen sobretot en adults. Provoquen mononeuropaties que són, moltes vegades, reversibles si es diagnostiquen precoçment i s'efectua la cirurgia adequada.[161] En certs casos de paràlisi del nervi peroneal relacionada amb aquests quists, les tècniques de transferència nerviosa han donat bons resultats.[162] Ha estat descrita una variant subparaneural, infreqüent i de morfologia tubular, que pot envoltar el nervi com un cilindre fins a arribar a comprimir-lo.[163]

- Fibrolipoma neural (també rep el nom d'hamartoma lipofibromatós del nervi o de macrodistròfia lipomatosa quan té un origen congènit):[164] Tumor format per una proliferació de teixit fibroadipós que envolta i infiltra habitualment nervis de les extremitats (en especial els de l'avantbraç i el canell),[165][166] provocant un engruiximent del perineuri i de les estructures adjacents.[167] Amb una freqüència molt menor pot afectar nervis dels parells cranials o de les seves branques. L'etiologia d'aquest tumor és desconeguda, però molts casos s'associen a traumatismes. Fou descrit per primera vegada l'any 1926 pel cirurgià d'origen austríac Hans Feriz. És de naturalesa benigna i lenta progressió. Ocasionalment arriba a tenir dimensions considerables.[168] Apareix sovint durant les tres primeres dècades de vida, si bé alguna vegada es veu en pacients grans.[169] Els fibrolipomes del nervi medià són els més comuns,[170] encara que han estat descrits repetidament al nervi radial, cubital,[171] peroneal, ciàtic i al plexe braquial. Una tercera part d'aquests tumors s'acompanya d'alguna forma de macrodactília.[172] De forma molt eventual, els fibrolipomes sorgeixen a nervis del coll i provoquen dificultats per respirar i deglutir.[173] Una de les seves localitzacions més atípiques és la lingual.[174] En persones amb macrodistròfia lipomatosa s'han observat gigantismes localitzats a les extremitats,[175] que -quan es pot evitar l'amputació- requereixen una cirurgia reconstructora radical.[176] Aquesta afecció no és hereditària, afecta aproximadament 1/100.000 nounats, acostuma a ser unilateral i s'associa sovint a diverses malformacions digitals.[177]

- Schwannoma: També anomenat neurilemoma o neurinoma. És un tumor benigne de creixement lent (grau I de l'OMS) originat a partir de les cèl·lules de Schwann de la beina nerviosa. En ell s'observen algunes característiques histològiques particulars, les zones Antoni A i B i els anomenats cossos de Verocay.[178] Molt poques vegades aquest tumor es malignitza o recidiva després del tractament.[179] Gairebé el 90% d'ells són solitaris i esporàdics. Un 25-45% de tots els schwannomes han estat descrits a cap i coll, sent l'espai parafaríngic la localització extracranial més comuna.[180] Rarament (un 4%), i si són bilaterals, apareixen en el context d'una neurofibromatosi tipus 2. Acostumen a presentar-se entre els 30 i els 50 anys. El més freqüent és el schwannoma (o neurinoma) del nervi acústic. Malgrat el caràcter benigne dels neurinomes acústics, és possible -si bé de forma molt singular- la seva transformació espontània en un MPNST en malalts no sotmesos a irradiació i sense cap evidència de neurofibromatosi.[181] Adesiara, es descriuen schwannomes originats als nervis intercostals.[182] Un lloc d'aparició insòlit dels schwannomes i que comporta problemes visuals importants és el nervi vidià o nervi del conducte pterigoïdal, ubicat a la base del crani.[183] Fins a l'any 2018 la casuística especialitzada ha registrat menys de 70 schwannomes del nervi olfactori, una ubicació en principi impossible i que ha generat diverses i controvertides teories sobre la patogènia d'aquests tumors, ja que teòricament dit nervi no té cèl·lules de Schwann.[184] Els schwannomes espinals tenen predilecció per les arrels sensitives. Poden donar dolor radicular i signes de compressió radicular o medul·lar.[185] A banda del patró histològic convencional, el schwannoma pot presentar una variant plexiforme, una cel·lular (la qual es confon de vegades amb un MPNST) i una altra melanòtica.[186] Els schwannomes melanòtics afecten sobretot estructures intracranials (com el gangli de Gasser del nervi trigemin, per exemple)[187] o les arrels posteriors dels nervis espinals i tenen una evolució poc previsible, ja que alguns d'ells es comporten agressivament i poden recidivar o metastatitzar teixits de diferents òrgans.[188] Al microscopi mostren una proliferació poc densa de cèl·lules fusiformes i epitelioides que formen feixos entrellaçats, amb abundants grànuls de melanina dins del seu citoplasma.[189] Un ~50% dels schwannomes melanòtics tenen calcificacions psammomatoses (dipòsits concèntrics laminars d'apatita). Aquesta particular forma tumoral pot ser part d'un complex de Carney autosòmic dominant[190] o presentar-se de forma aïllada.[191]

- Neurotecoma (mixoma de la beina nerviosa): El neurotecoma mixoide és un tumor benigne rar, descrit per primera vegada l'any 1969, de naturalesa neuromesenquimal i amb un ampli espectre de manifestacions morfològiques derivades d'una desigual combinació entre cèl·lules de Schwann proliferades i un estroma mixoide. Apareix preferentment a la part superior del cos de nens i persones joves, sobretot de sexe femení.[192] Té també una variant cel·lular, una cel·lular atípica i una mixta.[193] La forma cel·lular apareix sovint a les extremitats superiors, en especial als dits,[194] sent també la cara i el coll localitzacions bastant habituals.[195] Existeix un subtipus histològic cel·lular desmoplàstic que presenta una important hialinització/fibrosi estromal.[196] El neurotecoma és un tumor que té una notable diversitat histopatològica, des d'un punt de vista estructural i immunohistoquímic, de manera que el nombre de les seves variants pot ser major.[197][198] Quan sorgeix al nervi medià produeix una clínica que pot fer sospitar l'existència d'una síndrome del túnel carpià.[199] Creixen amb lentitud, i si es localitzen al cuir cabellut el seu únic símptoma important pot ser un mal de cap.[200] Poden arribar a tenir una mida molt gran i el seu estrany comportament biològic fa que alguns d'ells es confonguin amb una fibromatosi.[201] Molt ocasionalment, s'observen a la còrnia[202] o als llavis.[203] Els neurotecomes intracranials són força inusuals i poquíssims casos s'han registrat a la literatura mèdica.[204] Cal esmentar que, d'acord amb els estudis immunohistoquimícs més recents, el mixoma de la beina nerviosa mostra positivitat a la proteïna S-100, mentre que el neurotecoma no té cap immunoreactivitat a la mateixa, independentment del seu patró histològic (mixoide, cel·lular o mixt). Aquest fet suggereix que l'origen dels neurotecomes és fibrohistiocític i que són una entitat distinta al veritable mixoma de la beina nerviosa, a diferència del que es pensava fins fa uns anys.[205]

- Neurofibroma: Els neurofibromes són tumors originats a partir de les cèl·lules de Schwann, les cèl·lules perineurals (variant mixoide del tumor, molt poc habitual)[206] i els fibroblasts dels nervis perifèrics.[207] Poden sorgir a qualsevol edat, i ser solitaris o mùltiples. En aquest darrer cas, solen aparèixer en el context d'una neurofibromatosi tipus 1. Inusualment, són difusos i pigmentats (melanòtics).[208] Els solitaris s'originen amb certa freqüència en nervis cutanis i poden arribar a tenir grans dimensions.[209] Els neurofibromes solitaris digitals són força singulars i tenen una evolució tòrpida.[210] El comportament biològic dels neurofibromes és -generalment- benigne (grau I de l'OMS), si bé poden malignitzar-se a vegades (cap a un MPNST). La malignització (2-4% de risc) és més freqüent en la variant plexiforme.[211] Bona part dels tumors d'aquesta variant apareixen en la regió craniofacial i es tracten quirúrgicament.[212] Els neurofibromes poden afectar ocasionalment les arrels nervioses espinals, però no els nervis cranials. De forma puntual, s'han descrit tumors intraneurals híbrids amb característiques histològiques mixtes neurofibroma/schwannoma no associats a cap síndrome.[213]

- Perineuroma: També anomenat perineurioma. El perineuroma és un tumor derivat exclusivament de les cèl·lules perineurals que recobreixen els feixos fibril·lars del nervi.[214] Es distingeixen dues grans variants: el perineuroma intraneural (graus OMS I i II) i el perineuroma de teixits tous (graus OMS I, II, o III). Les dues són infreqüents. Les formes esclerosant[215] i reticular[216] encara ho són més. Els perineuromas intraneurals són benignes, es presenten habitualment en adolescents o adults joves i afecten per igual a ambdós sexes.[217] Tenen un creixement lent i acostumen a manifestar-se de forma insidiosa. Mostren un característic patró microscòpic bulbós, en "capes de ceba". Per la seva condició intraneural, quan afecten nervis grans les possibilitats quirúrgiques són molt limitades.[218] De forma excepcional, s'han descrit alguns casos malignes[219] i de tumors híbrids de cèl·lules granulars-perineurioma.[220] Els perineuromes de teixits tous s'observen en adults, i més sovint en dones. Són benignes, i els poquíssims casos malignes han estat difícils de diferenciar d'altres tipus de càncers.[221] Alguna variant especial de la forma esclerosant és morfològicament molt similar al sarcoma sinovial fibrós.[222] Si sorgeixen al tracte intestinal, tenen aspecte de pòlips. La majoria es localitzen al còlon sigmoide i són sèssils, encara que de vegades es troben a l'angle esplènic del còlon i són pedunculats.[223] Molt rarament apareixen dins d'estructures òssies de la cavitat oral, amb expressió del gen fusionat BCR-ABL detectada per FISH.[224]

- Tumor maligne de la beina nerviosa (o MPNST, Malignant Peripheral Nerve Sheath Tumor, en anglès) és un càncer que deriva del teixit connectiu que envolta als nervis; se'l classifica com un sarcoma.[225]

- Neuroma de Pacini: Descrit amb el nom de "neurofibroma" per primera vegada l'any 1952, si bé la seva histologia és diferent a la de dit tipus de tumor.[226] És un tumor poc freqüent, hiperplàsic i benigne dels corpuscles de Pacini o lamel·lars (terminals mecanoreceptores dels nervis cutanis, encarregades de recollir les sensacions vibratòries).[227] Gairebé sempre, aquests tumors semblen macroscòpicament una petita massa de greix i a la seva histologia es veu una càpsula fibrosa i grups de corpuscles pacinians madurs de mida anormal, amb presència de canvis degeneratius i fibròtics en el nervi adjacent.[228] Alguna vegada s'han apreciat defectes erosius a la falange.[229] És una patologia incapacitant i dolorosa, desencadenada per traumatismes locals i/o microtraumatismes repetitius i que es presenta preferentment a mans i peus, sovint relacionada amb determinades activitats laborals.[230] Ha estat descrit algun cas d'aparició intraoral.[231] Té un creixement lent i el seu tractament és quirúrgic.[232] No hi ha un consens definitiu sobre la seva etiologia. Excepcionalment, es presenta en forma d'una macrodactília congènita a la mà.[233]

- Neuroma de Morton: Descrit l'any 1876 pel cirurgià estatunidenc Thomas George Morton (1835-1903)[234] i també anomenat "metatarsàlgia de Morton" o neuritis interdigital. De fet, no és un veritable neuroma. Aquest tipus de lesió es defineix com una neuropatia dels nervis digitals comuns de la planta del peu derivats del nervi plantar medial, per sota i distalment al lligament metatarsià transversal i originada per compressió del nervi entre els caps dels metatarsians.

- Neuroma traumàtic: Anomenat també neuroma d'amputació o pseudoneuroma. És una proliferació reactiva-reparativa de teixit nerviós que sorgeix després d'un traumatisme,[235] irritació[236] o agressió sobre un nervi perifèric o de la seva secció total o parcial. No és una neoplàsia, malgrat el seu nom. Després de la lesió, la porció proximal del nervi intenta regenerar-se i restablir la inervació de la zona distal fent créixer axons a través de les cèl·lules de Schwann. Si durant la regeneració es troba amb àrees de teixit cicatricial, el procés no pot completar-se i apareix una formació exofítica en el lloc del traumatisme. Amb poca freqüència, es localitzen a antigues cicatrius cutànies causades per cremades greus[237] o són conseqüència d'una circumcisió.[238] En aquest cas, poden de vegades ser confosos amb un condiloma acuminat.[239] El desenvolupament dels neuromes traumàtics segueix un patró morfològic i temporal determinat, que alguns autors classifiquen en sis etapes diferents.[240] Sovint, sorgeixen després d'un procediment quirúrgic[241] o actuacions odontològiques[242] i poden arribar a ser molt difícils d'identificar i tractar.[243] S'ha descrit algun cas de neuroma traumàtic difús al paladar sense antecedents d'intervencions bucodentals prèvies, relacionable amb agressions reiterades tèrmiques i mecàniques locals durant la ingesta alimentària.[244] Clínicament, acostumen a presentar-se com petits nòduls durs, cupuliformes i de sense coloracions anormals. Microscòpicament, es veu una massa no estructurada de feixos nerviosos mielinitzats en un estroma de teixit connectiu, col·lagenòs o mixomatòs. El símptoma més comú és el dolor, que pot ser constant o intermitent, espontani o induït per la pressió o la palpació, d'una intensitat variable segons els casos i moltes vegades acompanyat de dèficit motor i/o sensorial en el territori corresponent al nervi afectat. El tractament d'elecció és l'extirpació quirúrgica del pseudoneuroma,[245] encara que s'han desenvolupat noves tècniques de neuròlisi i empelt adipofascial i de reconstrucció nerviosa amb polímers biològics i sintètics que estan obtenint bons resultats.[246] En certs casos, poden semblar metàstasis ganglionars[247] o causar la compressió d'estructures adjacents.[248] La remissió espontània d'aquests neuromes, en particular dels intraossis, és gairebé excepcional.[249]

- Tumors metastàsics: Com altres estructures del cos, els nervis poden ser el lloc d'implantació de metastases, provinents de molts tipus de neoplàsies primàries.[250] Comparativament, la metastatització del SNC és més freqüent que la dels nervis perifèrics. Els limfomes són uns dels càncers amb tendència a fer-ho (neurolimfomatosi).[251] La neurolimfomatosi ha de ser considerada en el diagnòstic diferencial de qualsevol neuropatia dolorosa i d'evolució ràpida. Les cèl·lules limfomatoses malignes (predominantment de tipus B i amb menor freqüència T i NK) poden afectar els plexes, les arrels i els nervis cranials i perifèrics.[252] De vegades, es presenta de forma multifocal i té l'aparença d'un procés inflamatori.[253] Depenent de la seva localització, la tomografia per emissió de positrons amb traçador 18Fluor-desoxi-glucosa és un bon procediment per diagnosticar aquest particular procés.[254] Sovint, és difícil identificar acuradament les metàstasis als nervis amb proves d'imatge.[255] Un exemple característic és la invasió del plexe braquial pels càncers mamaris.[256]

Dintre dels tumors dels nervis del sistema simpàtic cal esmentar:
- Ganglioneuroma: És un tumor neuroectodèrmic benigne que no té elements neuroblàstics inmadurs. La seva incidència és de 1/1000000 persones. Acostuma a sorgir a punts del sistema simpàtic del mediastí posterior, el retroperitoni (entre un 0,72-1,6% dels casos)[257][258] i la glàndula adrenal; si bé apareix de vegades a la pell, la faringe, la regió paratesticular, la regió cervical,[259] o el tracte gastrointestinal. Excepcionalment, ha estat descrit al conducte auditiu extern i a l'orella mitjana.[260] Els ganglioneuromes gastrointestinals poden estar associats a la síndrome de neoplàsies endocrines múltiples tipus 2b,[261] la neurofibromatosi 1, la síndrome de Cowden,[262] l'esclerosi tuberosa, els tumors carcinoides[263] o la poliposi adenomatosa familiar.[264] Aquests tumors són masses ben definides, que poden ser grans i envoltar estructures vasculars i que rarament presenten calcificacions.[265] Inicialment, donen pocs símptomes. S'ha descrit algun cas de ganglioneuroma gegant acompanyat d'escoliosi.[266] Hi ha malalts que desenvolupen un quadre d'hipertensió i suor excessiva i en dones aquest tumor pot provocar signes de virilització.[267] Certs ganglioneuromes adrenals secretors de dopamina produeixen crisis hipertensives paroxístiques.[268]
- Neuroblastoma: És un tumor que s'origina en el SNA en desenvolupament. Representa un 8-10% de tots els càncers pediàtrics i la seva incidència s'estima en 10,2 casos per milió de nens per sota dels 15 anys. És el càncer més diagnosticat durant el primer any de vida[269] i la neoplàsia sòlida extracranial més freqüent en nens. Un 75% de tots els neuroblastomes sorgeix a l'abdomen (la majoria a les suprarenals), un 20% al tòrax[270] i un 5% al coll.[271] És un tipus de tumor que té moltes variacions en el seu comportament, des de la regressió espontània a un desenllaç fatal, malgrat els tractaments agressius.[272] Els neuroblastomes s'originen de neuroblasts malignes derivats de les cèl·lules de la cresta neural. Durant l'embriogènesi, la línia simpatoadrenal de les cèl·lules progenitores de la cresta migra per formar el sistema nerviós simpàtic perifèric del cos. La transformació anòmala de les cèl·lules progenitores indiferenciades simpatoadrenals provoca la formació de tumors a la medul·la de les glàndules suprarenals i als ganglis de les cadenes nervioses simpàtiques paraespinals i/o periaòrtiques. En els casos avançats, les cèl·lules dels neuroblastomes formen metàstasis a moll d'os, ossos, ganglis limfàtics, pell, fetge, pulmó,[273] SNC i zones intracranials i orbitals. La metastatització disseminada comporta un índex de supervivència a llarg termini de menys del 40%, inclús emprant els tractaments més intensius. Aquest comportament variable depèn del fenotip concret del tumor.[274] Els neuroblastomes en adults són extremadament rars i es caracteritzen pel seu inici insidiós i un curs gens previsible.[275] La cirurgia i la quimioteràpia amb ciclofosfamida-adriamicina o amb CDDP (cisplatí-VM/26-tenipòsid) han tingut bons resultats en neuroblastomes diagnosticats a nens molt petits.[276] És un tumor amb un especial tropisme pel sistema limfàtic, característica que cal tenir en compte a l'hora d'intervenir neuroblastomes abdominals o pelvians, ja que sovint existeix infiltració neoplàsica dels ganglis regionals. L'objectiu de la resecció quirúrgica és eliminar el neuroblastoma amb la mínima presència residual cancerosa possible. En certs casos, però, la mida i/o localització del tumor o el compromís d'estructures adjacents (com ara vasos i nervis importants) impossibiliten aconseguir això sense risc i la cirurgia s'ha de limitar a reduir el volum del neuroblastoma.[277] La cirurgia mínimament invasiva es practica en neuroblastomes de malalts molt seleccionats[278] i que no presenten determinats signes de perill en les proves d'imatge.[279] Un anticòs monoclonal, el dinutuximab beta,[280] s'utilitza com a fàrmac immunoteràpic en el tractament dels neuroblastomes d'alt risc de nens de més d'un any d'edat, aconseguint millorar significativament la supervivència dels pacients a mitjà termini.[281] S'han identificat diferents oncogens implicats en la gènesi d'aquest tipus de tumors (per exemple: MYCN,[282] ALK,[283] PHOX2B[284] i LIN28B)[285] i els mecanismes de la seva maduració i del dispar comportament que presenta són objecte de múltiples estudis.[286][287] A efectes de prognosi els neuroblastomes poden subdividir-se en dos grans tipus: els de baix risc i els d'alt risc. Els nens amb neuroblastomes de baix risc tenen unes considerables possibilitats de curació, mentre que només un 50% dels que pateixen neuroblastomes d'alt risc segueixen vius 5 anys després de la data de diagnòstic del tumor. El neuroblastoma de baix grau apareix sobretot en nens de menys de 18 mesos d'edat. El tumor presenta canvis en les característiques globals dels cromosomes de la cèl·lula neuroblastòmica i la seva extensió és limitada. Els tumors de baix risc mostren cèl·lules hiperdiploides en ser analitzats amb citometria de flux. Contràriament, el neuroblastoma d'alt grau es veu en nens de més de 18 mesos, s'acompanya amb freqüència de metàstasis òssies i acostuma a tenir anomalies cromosòmiques segmentàries. Els resultats de la citometria de flux mostra cèl·lules quasi diploides o quasi tetraploides. També presenten mutacions exòniques, si bé a molts neuroblastomes d'alt risc no es veuen mutacions en determinats gens proclius a tenir-les. Segons un consens acceptat internacionalment, els criteris mínims per diagnosticar un neuroblastoma són:[288]

- Un diagnòstic inequívoc anatomopatològic per microscòpia òptica del teixit tumoral (amb immunohistoquímica o microscòpia electrònica, o sense).
- La combinació d'una aspiració de moll d'os o d'una biòpsia cilíndrica per punció contenint cèl·lules inequívocament tumorals (per exemple, sincitis o grups cel·lulars immunocitològicament positius) i uns nivells aixecats de metabòlits catecolamínics en orina.
- Feocromocitoma i Paraganglioma: Són tumors secretors de catecolamines que també s'originen a partir de cèl·lules del sistema nerviós simpàtic (SNS).[289] La majoria d'aquests tumors es presenten de forma esporàdica, sent un ~35% d'ells de caràcter familiar i amb alteracions que afecten uns 20 gens en total; un fet que els inclou clarament entre els tumors humans de més implicació hereditària.[290] L'OMS, basant-se en el seu origen i localització, els classifica dins dels tumors neuroendocrins (2017), si bé han estat proposades tipificacions més específiques fonamentades en diferents criteris histològics, bioquímics i immunohistoquímics.[291] Els feocromocitomes (FCCs) deriven de les cèl·lules cromafines del SNS. En un 80-85% dels casos aquests tumors es localitzen a la medul·la de les suprarenals. Els altres casos es troben a teixits cromafins extraadrenals, generalment no són secretors, i s'anomenen paragangliomes (PGG). Els PGGs són deu vegades menys freqüents que els FCCs i tenen la particularitat de formar part de la tríada de Carney (una forma de neoplàsia endocrina múltiple, la qual es caracteritza per la coexistència en persones joves de tres tipus de tumors: PGG, tumor estromal gastrointestinal i condroma pulmonar)[292][293] i de la síndrome de Carney-Stratakis (una malaltia autosòmica dominant en la qual es desenvolupen tumors estromals gastrointestinals i paragangliomes multifocals).[294] Els feocromocitomes representen un 6.5% dels tumors adrenals descoberts de forma incidental. De vegades, no són detectats i provoquen morts sobtades.[295] Poden ser tumors esporàdics o aparèixer en el context de diverses malalties genètiques (un 30%): neoplàsia endocrina múltiple tipus 2,[296] síndrome de von Hippel-Lindau,[297] neurofibromatosi tipus 1 i paraganglioma familiar associat a mutacions en les subunitats de la succinat-deshidrogenasa. El diagnòstic es fonamenta en la determinació plasmàtica de les metanefrines lliures i de les metanefrines fraccionades en orina.[298] Avui en dia, malgrat els progressos tècnics, encara no hi ha un procediment d'elecció per diagnosticar amb seguretat aquests tumors en les primeres fases i es recomana combinar els mètodes bioquímics i els d'imatge, a més de proposar la pràctica de tests genòmics en els nens amb antecedents de risc tumoral familiar i proporcionar als seus pares una informació adequada a aquest efecte.[299] El símptoma més notori dels feocromocitomes és la crisi hipertensiva. De forma circumstancial, poden ser causa d'una síndrome de resposta inflamatòria sistèmica.[300] La majoria d'ells són benignes, però un 12% tenen característiques malignes en els casos pediàtrics. En adults, el percentatge és d'un ~5%. Els paragangliomes malignes són rars.[301] Habitualment, els PGGs no es comporten de forma agressiva i el seu índex de curació és alt. No obstant això, i segons sigui la seva conformació genètica, entre un 10 i un 30% dels PGGs metastatitzen. Si es produeix aquest fet, empitjora molt el pronòstic i -ara per ara- no hi ha un tractament prou eficaç. A diferència d'altres neoplàsies, és difícil aplicar els criteris clàssics de "malignitat" (p. ex: mida, nivell de vascularització, invasió de teixits propers o taxa de mitosi) als FCCs i PGGs.[302] Els PGGs simpàtics, secretors o no, s'acostumen a veure als ganglis abdominals i a l'òrgan de Zuckerkandl (una acumulació de teixit cromafí extraadrenal no neuronal adjacent a la bifurcació de l'aorta abdominal, productora de catecolamines en els fetus i els nens i que s'atrofia progressivament amb l'edat[303]) Solen tenir una mida de 1-6 cms de diàmetre i molts es diagnostiquen de forma incidental.[304][305] Val a dir que també existeixen PGGs parasimpàtics, que es presenten sovint a cap i coll[306] i que poden ser esporàdics, seguir uns patrons familiars o formar part de diverses síndromes. En qualsevol cas, es considera la presència en dits tumors de mutacions del gen SDHB un indicador predictiu de la seva capacitat de metastatització.[307] Aquestes neoplàsies són encara un rebte especial des del punt de vista anatomopatològic i quirúrgic.[308] Tenen certa tendència a envair la base del crani.[309] El seu creixement és lent, però infiltren estructures vasculars i nervioses importants. En determinats casos, si el tumor no s'estén intracranialment i no apareix una osteomielitis, el tractament radioteràpic pot ser una bona opció.[310] El disseny de fàrmacs que limitin l'expressió d'un receptor nuclear concret, el PPARα (en anglès: Peroxisome proliferator-activated receptor-alpha), podria representar una nova alternativa per tractar aquests tumors resistents a la quimioteràpia.[311] Eventualment, els PGGs vesicals es manifesten amb hematúria asimptomàtica i sense alteracions adrenèrgiques evidents, fets que fan sospitar en un principi l'existència d'un carcinoma de bufeta urinària.[312] Una localització poc freqüent dels PGGs és la "cua de cavall" de la medul·la espinal lumbar.[313] Una altra localització inusual és la rectal, la qual -en el cas de ser produïda per PGGs pobrament diferenciats- pot tenir una evolució desfavorable malgrat el tractament.[314] Els PGGs pulmonars primaris parasimpàtics són molt escassos i, en nens, habitualment formen part d'algun tipus de síndrome hereditària.[315] Cal destacar que els PGGs poden sorgir virtualment a qualsevol localització corporal, inclús a les extremitats, exceptuant l'interior del parènquima cerebral i dels ossos. Així, han estat descrits PGGs a vesícula biliar i fetge, tiroide, paratiroide, mediastí, pituïtària, intestí, cor, pàncrees, mesenteri o sins paranasals; constituint nombroses vegades una font de confusions diagnòstiques amb la conseqüent repercussió clínica.[316] L'any 2014, un grup d'especialistes japonesos va proposar un sistema histopatològic per predir el potencial de metastatització dels feocromocitomes i els PGGs, basat en marcadors immunohistoquímics.[317] En els casos de feocromocitoma o PGG de naturalesa familiar, s'han identificat recentment diverses mutacions en els gens que regulen la succinat deshidrogenasa, en especial en el gen SDHB,[318] que indiquen que la gènesi de dits tumors està relacionada amb disfuncions mitocondrials i que la presència d'aquestes mutacions implica un comportament tumoral agressiu (metàstasis i recurrències), també observable en els casos de tumors esporàdics, que no sempre es pot sospitar amb les troballes histopatològiques inicials.[319] El gen VHL també presenta sovint mutacions, mentre que els gens MAX, TMEM127, MDH2, SDHAF2 i FH -entre d'altres- s'observen rares vegades mutats.[320] Per això, alguns autors pediàtrics recomanen efectuar estudis biomoleculars específics en tots els nens que presenten aquests tipus de tumors neuroendocrins, per tal d'establir un seguiment acurat i aconsellar millor als pares.[321] En persones que pateixen malalties congènites cianòtiques cardíaques s'ha registrat repetidament l'existència de FCCs i PGGs i estudis epidemiològics transversals demostren que dits pacients tenen un major risc de desenvolupar aquests tumors que els afectats per altres malalties similars no cianòtiques. A hores d'ara, la causa d'aquest fet no es coneix del tot i es creu que podria ser l'efecte d'una combinació de factors genètics i adquirits.[322] És possible que la hipòxia crònica sigui un dels mecanismes implicats en l'associació entre els dos tipus de patologies, d'estirp molt diferent en aparença.[323] En alguns casos, els símptomes paroxístics propis del excés de catecolamines provocat per aquests tumors es solapen amb els de la malaltia cardíaca (palpitacions, arrítmies, cansament, dispnea, hipotensió ortostàtica) o no són evidents.[324]